# 626

## Eventos
- Cerco de Constantinopla pelos ávaros.[1]

## Nascimentos
- Tenji, 38º imperador do Japão.
- 19 de abril — Eanfleda, rainha da Nortúmbria e abadessa (m. 685).

## Mortes
- Adaloaldo, rei dos Lombardos e da Itália entre 616 e 625, n. 602.